# Верхнее Нащёкино
Верхнее Нащёкино — село в Бондарском районе Тамбовской области России. Административный центр Нащёкинского сельсовета. Расположено на реке Большой Ломовис.

## История
Село Нащёкино основано крепостными крестьянами помещиков Сергея Гагарина и Николая Нащёкина в канун проведения второй ревизии 1745 года. В переписной книге записано: «Деревня Богословка Сергея Гагарина, дворовые люди и крестьяне, которые по прежней ревизской сказке 1719 года состояли в деревне Зайцево: Федор Ермолаев, Никифор Григорьев, Максим и Михаил Федосеевы, Никита Семилетов…». Николай Нащёкин одновременно заселял свободные богословские земли своими крепостными, переселёнными из разных мест. Всего в Богословке насчитывалось 385 душ.
В настоящее время село разделяется на Верхнее Нащёкино и Нижнее Нащёкино, которые располагаются по разным берегам реки Большой Ломовис.

## Население
| 2002 | 2010 | 2012 | 2013 | 2014 | 2015 |
| ---- | ---- | ---- | ---- | ---- | ---- |
| 388  | ↘369 | →369 | ↘364 | ↗371 | ↘366 |

## Инфраструктура
Мемориал павшим воинам Великой Отечественной войны 1941—1945 гг.

## Транспорт
Просёлочные дороги.